# Lorene Prieto
Pour les articles homonymes, voir Prieto.
Lorene Prieto (née le 18 mai 1967 à Auckland) est une chanteuse et actrice néo-zélandaise-chilienne.

## Filmographie
| Films | Films                    | Films    | Films                        |
| Année | Titre                    | Rôle     | Réalisateur                  |
| ----- | ------------------------ | -------- | ---------------------------- |
| 1987  | Les Routiers             | Elisa    | Stefan Klisch (Bavaria Film) |
| 1999  | Last Call                | Cote     | Christine Lucas              |
| 1999  | El chacotero sentimental | Claudia  | Cristián Galaz               |
| 2002  | Te llamabas Rosicler     | Rosicler | Arnaldo Valsecchi            |
| 2003  | B-Happy                  | Mercedes | Gonzalo Justiniano           |
| 2003  | Tiempos malos            |          | Cristián Sánchez (en)        |

## Télévision

### Telenovelas
| Telenovelas | Telenovelas          | Telenovelas        | Telenovelas |
| Année       | Titre                | Rôle               | Chaîne      |
| ----------- | -------------------- | ------------------ | ----------- |
| 1990        | El milagro de vivir  | Trinidad           | TVN         |
| 1992        | El palo al gato      | Paulina            | Canal 13    |
| 1993        | Ámame                | La Sargento Pepper | TVN         |
| 1994        | Champaña             | Ana Cameratti      | Canal 13    |
| 1995        | El amor está de moda | Catalina           | Canal 13    |
| 1997        | Oro Verde            | Señorita Ingrid    | TVN         |
| 1998        | Iorana               | Isabel Tepu        | TVN         |
| 1999        | La fiera             | Macarena Rodríguez | TVN         |
| 2000        | Santoladrón          | Marlene Mardónez.  | TVN         |
| 2001        | Corazón pirata       | Tatiana Marambio   | Canal 13    |
| 2003        | 16                   | Ester Costa        | TVN         |
| 2004        | Ídolos               | Lucía Moreno       | TVN         |
| 2005        | 17                   | Ester Costa        | TVN         |
| 2006        | Entre medias         | Marlene Correa     | TVN         |
| 2007        | Montecristo          | Lola               | Mega        |
| 2010        | Feroz                | Olga Bolados       | Canal 13    |
| 2010        | Primera dama         | Carmen "Carmencha" | Canal 13    |
| 2012        | Maldita              | Raquel Ibañez      | Mega        |

### Séries et unitaires
| Séries télévisées | Séries télévisées                 | Séries télévisées             | Séries télévisées |
| Année             | Titre                             | Rôle                          | Chaîne            |
| ----------------- | --------------------------------- | ----------------------------- | ----------------- |
| 1989              | Sor Teresa de los Andes           | Hermana Isabel de la Trinidad | TVN               |
| 2001              | A la Suerte de la Olla            |                               | Canal 13          |
| 2005              | Loco por ti                       | Profesora de Francés          | TVN               |
| 2006              | Mujeres que matan                 |                               | Chilevisión       |
| 2006              | La otra cara del Espejo           | varios personajes             | Mega              |
| 2006              | El Aval                           | Sandra Poblete                | TVN               |
| 2006              | Huaiquimán y Tolosa               | Irene                         | Canal 13          |
| 2007              | La recta provincia                |                               | TVN               |
| 2007              | Historias de Eva                  | Perla                         | Chilevisión       |
| 2008              | Camera Café                       | Susana Segura                 | Mega              |
| 2008              | Infieles                          |                               | Chilevisión       |
| 2011              | 12 Días que estremecieron a Chile | Mariana (Mère de Francisca)   | Chilevisión       |

### Émissions de télévision
| Année     | Titre                 | Rôle                             | Chaîne      |
| --------- | --------------------- | -------------------------------- | ----------- |
| 2006      | Vertigo               | Participante                     | Canal 13    |
| 2007      | Cantando por un sueño | Participante / Chanteuse         | Canal 13    |
| 2008      | Teatro en Chilevisión | Actrice invitée                  | Chilevisión |
| 2012      | Tu cara me suena      | Participante                     | Mega        |
| 2013-2014 | Mujeres Primero       | Elle-même (Invitée) (2 épisodes) | La Red      |

### Sources
- (es) Cet article est partiellement ou en totalité issu de l’article de Wikipédia en espagnol intitulé « Lorene Prieto » (voir la liste des auteurs).